# Srečko Golob
Srečko Golob, slovenski novinar, urednik, humorist in satirik, * 14. maj 1918, Zagreb, † 20. julij 1998.
Golob je leta 1937 maturiral v Zagrebu, kjer je tudi nadaljeval študij na ekonomski  fakulteti. Kot novinar je začel delati 1945. Od 1962 do 1982 je bil zaposlen pri mariborskem Večeru, Radiu Ljubljana in Radiu Maribor, kjer je bil urednik. Za prispevek k negovanju slovenskega humorja in družbene satire je prejel Tomšičevo nagrado za življenjsko delo.
Novinar Žarko Golob (1953—1990) je bil njegov sin, glasbeni pedagog Vlado Golob pa je bil njegov brat.